# 出水春三
出水 春三（でみず はるぞう、1904年3月9日 - 1970年10月29日）は、日本の英文学者。

## 人物・来歴
1927年東京帝国大学文学部英文科卒、島根県立三刀屋中学校教諭、29年（旧制）松江高等学校講師、31年教授、37年（旧制）松山高等学校教授、1949年愛媛大学教授、1954年広島大学教授、67年定年退官、名誉教授、親和女子大学教授。在職中に66歳で死去。

## 著書
- 『シェイクスピアの悲劇』あぽろん社,1967

共編
- 『イギリス文学史要』田辺昌美共編.第一学習社,1969

### 翻訳
- 『ハズリット随筆選』開文社,英米文学訳註叢書、1954
- 『ステイブンスン小品集 第3.オララとマーカイム』小崎喜太郎共譯 関書院,ヤングメン翻訳シリーズ、1955
- エドガー・アラン・ポオ『アツシヤー家』黒田健二郎共譯 関書院出版,英文叢書、1957
- アーノルド・ベネット『夜の来客・臨時代役』伊田友作共訳 英宝社,英米名作ライブラリー、1957
- ヘンリー・デイヴィッド・ソロー『森の生活 対訳』1976.12 南雲堂-学生文庫